# 費爾森

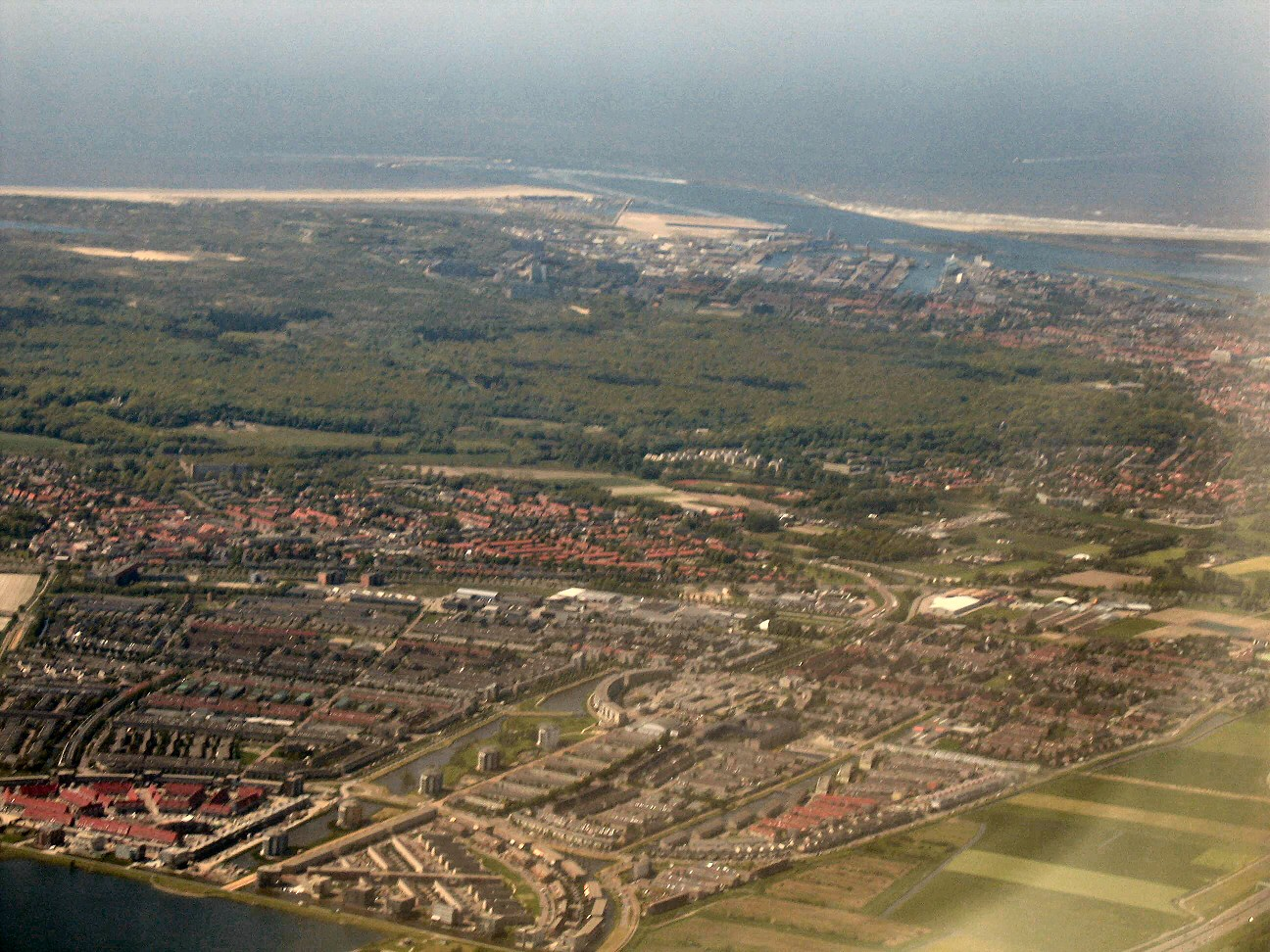

費爾森（荷蘭語：Velsen）是荷蘭的城市，由北荷蘭省負責管轄，位於北海，面積52.87平方公里，該地區自公元前3000年有人類居住，2012年人口67,271，人口密度為每平方公里1,272人。

## 友好城市
- 法國 布尔关雅略

## 外部連結
- Official website （页面存档备份，存于）
- Detailed map of Velsen, excluding Santpoort-Noord, Santpoort-Zuid and Velserbroek
- Map of Spaarnwoude
- Many photos of IJmuiden, includes a text page in English （页面存档备份，存于） (Plattegronden.nl)
- Livius.org: Velsen （页面存档备份，存于）